# Vitali Lakhmatov
Vitali Lakhmatov (in ucraino Віталій Олександрович Лахматов?, Vitalij Oleksandrovyč Lachmatov; Kiev, 27 giugno 1981) è un allenatore di hockey su ghiaccio ed ex hockeista su ghiaccio ucraino naturalizzato svizzero, milita come attaccante.

## Carriera

### Club
Dal 1997 al 2001 Vitali Lakhmatov, dopo essersi trasferito dall'Ucraina, crebbe nel settore giovanile dell'HC Ambrì-Piotta. Nella stagione 1998-1999 venne mandato in prestito in Lega Nazionale B all'HC La Chaux-de-Fonds, dove totalizzò 25 punti in 52 partite disputate. Nella stagione successiva avvenne il suo debutto in prima squadra ed in Lega Nazionale A, concludendo l'annata con 8 punti in 53 gare.
Rimase con i leventinesi fino al 2004, anno in cui passò ai SCL Tigers. Con la formazione bernese disputò due stagioni nelle quali giocò 100 partite e raccolse 41 punti. Nel 2006 fu ceduto ai ZSC Lions, formazione con cui nella stagione 2007-2008 conquistò il suo primo titolo nazionale. Concluse quell'anno l'esperienza presso i Lions con 39 punti in 117 partite.
Nella stagione successiva scelse di ritornare in patria accasandosi con il Sokil Kyiv, militante quell'anno nella seconda divisione russa. Dopo aver giocato 64 partite, con 34 punti all'attivo, Lakhmatov ritornò in Svizzera con la maglia dell'HC Fribourg-Gottéron.
Dopo la prima stagione a Friborgo, Lakhmatov prolungò di un altro anno il suo contratto. Al termine della stagione 2010-2011 Lakmatov lasciò la squadra con 26 punti ottenuti in 94 partite disputate. Il 22 giugno 2011 firmò un contratto annuale con l'HC Ambrì-Piotta, sua squadra d'origine, con un'opzione per la stagione successiva.
Nel 2013 firmò un contratto biennale con opzione per la terza stagione con il Red Ice Martigny, formazione della Lega Nazionale B.

### Nazionale
Nell'inverno fra 2001 e 2002 Lakhmatov fu convocato dalla selezione Under-20 nel Campionato mondiale di categoria del 2002, occasione in cui la Svizzera chiuse al sesto posto mentre egli fu autore di una rete e due assist in sette match.

## Palmarès

### Club
- Campionato svizzero: 1

ZSC Lions: 2007-2008
- Campionato ucraino: 1

Sokol Kiev: 2008-2009